# Tephrosia elliptica
Tephrosia elliptica là một loài thực vật có hoa trong họ Đậu. Loài này được Bosman & de Haas miêu tả khoa học đầu tiên.